# Condado de Menard (Illinois)
El condado de Menard es un condado estadounidense, situado en el estado de Illinois. Según el censo de los Estados Unidos del 2000, la población es de 22 893 habitantes. La cabecera del condado es Petersburg.

## Geografía
Según la Oficina del Censo de los Estados Unidos, el condado tiene un área total de 1989 km². De éstos 1966 km² son de tierra y 26 km² son de agua.   

### Colindancias
- Condado de Mason - norte
- Condado de Logan - este
- Condado de Sangamon - sur
- Condado de Cass - oeste

## Historia
El condado de Menard se separó del condado del condado de Sangamon en 1839, su nombre es en honor de Pierre Menard, primer gobernador de Illinois.

## Demografía
Según el censo del año 2000, había 12 486 personas, 4873 cabezas de familia, y 3552 familias que residían en el condado. La densidad de población es de 15 hab/km². La composición racial tiene:
- 98,59% blancos (no hispanos)
- 0,75% hispanos (todos los tipos)
- 0,38% negros o negros americanos (no hispanos)
- 0,25% otras razas (no hispanos)
- 0,17% asiáticos (no hispanos)
- 0,39% mestizos (no hispanos)
- 0,22% nativos americanos (no hispanos)
- 0,25% isleños (no hispanos)

Hay 4873 cabezas de familia, de los cuales el 36% tienen menores de 18 años viviendo con ellos, el 60,70% son parejas casadas viviendo juntas, el 9,10% son mujeres que forman una familia monoparental (sin cónyuge) y 27,10% no son familias. El tamaño promedio de una familia es de 2,52 miembros.
En el condado el 27% de la población tiene menos de 18 años, el 6,80% tiene de 18 a 24 años, el 28,90% tiene de 25 a 44, el 24,60% de 45 a 64, y el 13.20% son mayores de 65 años. La edad media es de 38 años. Por cada 100 mujeres hay 96,2 hombres. Por cada 100 mujeres mayores de 18 años hay 92 hombres.
Tabla de la evolución demográfica:
|       | 1900   | 1910   | 1920   | 1930   | 1940   | 1950 | 1960 | 1970 | 1980   | 1990   | 2000   |
| ----- | ------ | ------ | ------ | ------ | ------ | ---- | ---- | ---- | ------ | ------ | ------ |
| TOTAL | 14 336 | 12 796 | 11 694 | 10 575 | 10 663 | 9639 | 9248 | 9685 | 11 700 | 11 164 | 12 486 |

## Economía
Los ingresos medios de un cabeza de familia el condado es de $46 596, y el ingreso medio familiar es $52 995 Los hombres tienen unos ingresos medios de $36 870 frente a $27 010 de las mujeres. El ingreso per cápita del condado es de $21 584 El 8,20% de la población y el 6,10% de las familias están debajo de la línea de pobreza. Del total de gente en esta situación, 12,50% tienen menos de 18 y el 6% tienen 65 años o más.